# Bhitarwar
Bhitarwar là một thị xã và là một nagar panchayat của quận Gwalior thuộc bang Madhya Pradesh, Ấn Độ.

## Địa lý
Bhitarwar có vị trí 25°48′B 78°07′Đ / 25,8°B 78,12°Đ Nó có độ cao trung bình là 199 mét (652 foot).

## Nhân khẩu
Theo điều tra dân số năm 2001 của Ấn Độ, Bhitarwar có dân số 15.266 người. Phái nam chiếm 54% tổng số dân và phái nữ chiếm 46%. Bhitarwar có tỷ lệ 54% biết đọc biết viết, thấp hơn tỷ lệ trung bình toàn quốc là 59,5%: tỷ lệ cho phái nam là 65%, và tỷ lệ cho phái nữ là 41%. Tại Bhitarwar, 17% dân số nhỏ hơn 6 tuổi.